# 43 Batalion Straży Granicznej
43 Batalion Straży Granicznej – jednostka organizacyjna Straży Granicznej w II Rzeczypospolitej.

## Formowanie i zmiany organizacyjne
Wykonując postanowienia uchwały Rady Ministrów z 23 maja 1922 roku, Minister Spraw Wewnętrznych rozkazem z 9 listopada 1922 roku zmienił nazwę „Bataliony Celne” na „Straż Graniczną”. Wprowadził jednocześnie w formacji nową organizację wewnętrzną. 43 batalion celny przemianowany został na 43 batalion Straży Granicznej.
43 batalion Straży Granicznej funkcjonował  w strukturze Komendy Powiatowej Straży Granicznej w Święcianach, a jego dowództwo stacjonowało w Nowych Świecianach. W skład batalionu wchodziły cztery kompanie strzeleckie oraz jedna kompania karabinów maszynowych w liczbie 3 plutonów po 2 karabiny maszynowe na pluton. Dowódca batalionu posiadał uprawnienia dyscyplinarne dowódcy pułku. Cały skład osobowy batalionu obejmował etatowo 614 żołnierzy, w tym 14 oficerów.
W 1923 roku batalion przekazał swój odcinek oddziałom Policji Państwowej i został rozwiązany. 6 lipca 1923 komendant batalionu kpt. Kowalik zameldował, że przekazał odcinek granicy policji, a żołnierzy odesłał do 9 batalionu SG.

## Służba graniczna
W 1923 zlikwidowany został pas neutralny na granicy z Litwą. Komenda Wojewódzka Straży Granicznej w Wilnie 6 marca 1923 wydała zarządzenie, które nakazywało nową obsadę granicy. 7 batalion Straży Granicznej miał oddać swój odcinek 15. i 43 batalionowi SG i przejść do Podbrodzia.
Sąsiednie bataliony
- 4 batalion Straży Granicznej ⇔ 9 batalion Straży Granicznej – 1 grudnia 1922[3][9]

## Komendanci batalionu
- p.o. kpt. Józef Kowalik (IX 1922[10] – )

## Struktura organizacyjna
| Ordre de Bataille 43 batalionu Straży Granicznej w Święcianach na dzień 14 listopada 1922 | Ordre de Bataille 43 batalionu Straży Granicznej w Święcianach na dzień 14 listopada 1922 | Ordre de Bataille 43 batalionu Straży Granicznej w Święcianach na dzień 14 listopada 1922 | Ordre de Bataille 43 batalionu Straży Granicznej w Święcianach na dzień 14 listopada 1922 |
| kompanie                                                                                  | 1. Ignalino                                                                               | 2. Kołtyniany                                                                             | 3. Małdziuny                                                                              |
| ----------------------------------------------------------------------------------------- | ----------------------------------------------------------------------------------------- | ----------------------------------------------------------------------------------------- | ----------------------------------------------------------------------------------------- |
| placówki                                                                                  | Borówka                                                                                   | Cjany-Kowale                                                                              | Mazuryszki                                                                                |
| placówki                                                                                  | Poszwagina                                                                                | Łyngmiany                                                                                 | Baranowo                                                                                  |
| placówki                                                                                  | Szmolinka                                                                                 | Łyngmiany                                                                                 | ziemianka                                                                                 |
| placówki                                                                                  | Bornianka                                                                                 | Nowe Sady                                                                                 | Rutowszczyzna                                                                             |
| placówki                                                                                  | Janopol                                                                                   | Łominka                                                                                   | Małdziuny                                                                                 |
| placówki                                                                                  | Gowejkiany                                                                                | Podłaboczka                                                                               | Podszakina                                                                                |
| placówki                                                                                  | Połusze                                                                                   | Podłaboczka                                                                               | Gieryńce                                                                                  |
| placówki                                                                                  | Poszakarwo                                                                                | Zwirbliszki                                                                               | Zadworna                                                                                  |
| placówki                                                                                  | Maciuciszki                                                                               | Berniuny                                                                                  | Orniany                                                                                   |
| placówki                                                                                  | Kiszki                                                                                    | Pogilitis                                                                                 | Szluzy                                                                                    |
| placówki                                                                                  | Antoledze                                                                                 |                                                                                           |                                                                                           |
| placówki                                                                                  | Połukno                                                                                   |                                                                                           |                                                                                           |
| placówki                                                                                  | Prudziszki                                                                                |                                                                                           |                                                                                           |